# Inner West Council
Koordinaten: 33° 53′ S, 151° 9′ O

Das Inner West Council ist ein lokales Verwaltungsgebiet (LGA) im australischen Bundesstaat New South Wales. Inner West gehört zur Metropole Sydney, der Hauptstadt von New South Wales. Das Gebiet ist 35,2 km² groß und hat etwa 183.000 Einwohner.
Inner West liegt gehört zum inneren Stadtbereich von Sydney und grenzt an das Stadtzentrum. Das Gebiet beinhaltet 26 Stadtteile: Ashfield, Balmain East, Dulwich Hill, Enmore, Haberfield, Leichhardt, Lewisham, Lilyfield, Marrickville, Petersham, Rozelle, Stanmore, Summer Hill, Sydenham, Tempe und Teile von Annandale, Ashbury, Balmain, Birchgrove, Camperdown, Croydon, Croydon Park, Hurlstone Park, Mascot, Newtown und St Peters. Der Verwaltungssitz des Councils befindet sich im Stadtteil Ashfield im Westen der LGA.
Inner West entstand am 12. Mai 2016 durch den Zusammenschluss des Marrickville Council mit den Municipalitys Ashfield und Leichhardt.

## Verwaltung
Das Verwaltungsgremium, das wie die LGA Inner West Council heißt, hat 15 Mitglieder. Sie werden von den Bewohnern von fünf Wards gewählt (je drei aus den Wards Baludarri/Balmain, Damun/Stanmore, Djarrawunang/Ashfield, Gulgadya/Leichhardt und Midjuburi/Marrickville). Diese fünf Bezirke sind unabhängig von den Stadtteilen festgelegt. Aus dem Kreis der Councillor rekrutiert sich auch der Mayor (Bürgermeister) des Councils.